# سوزن‌گیر

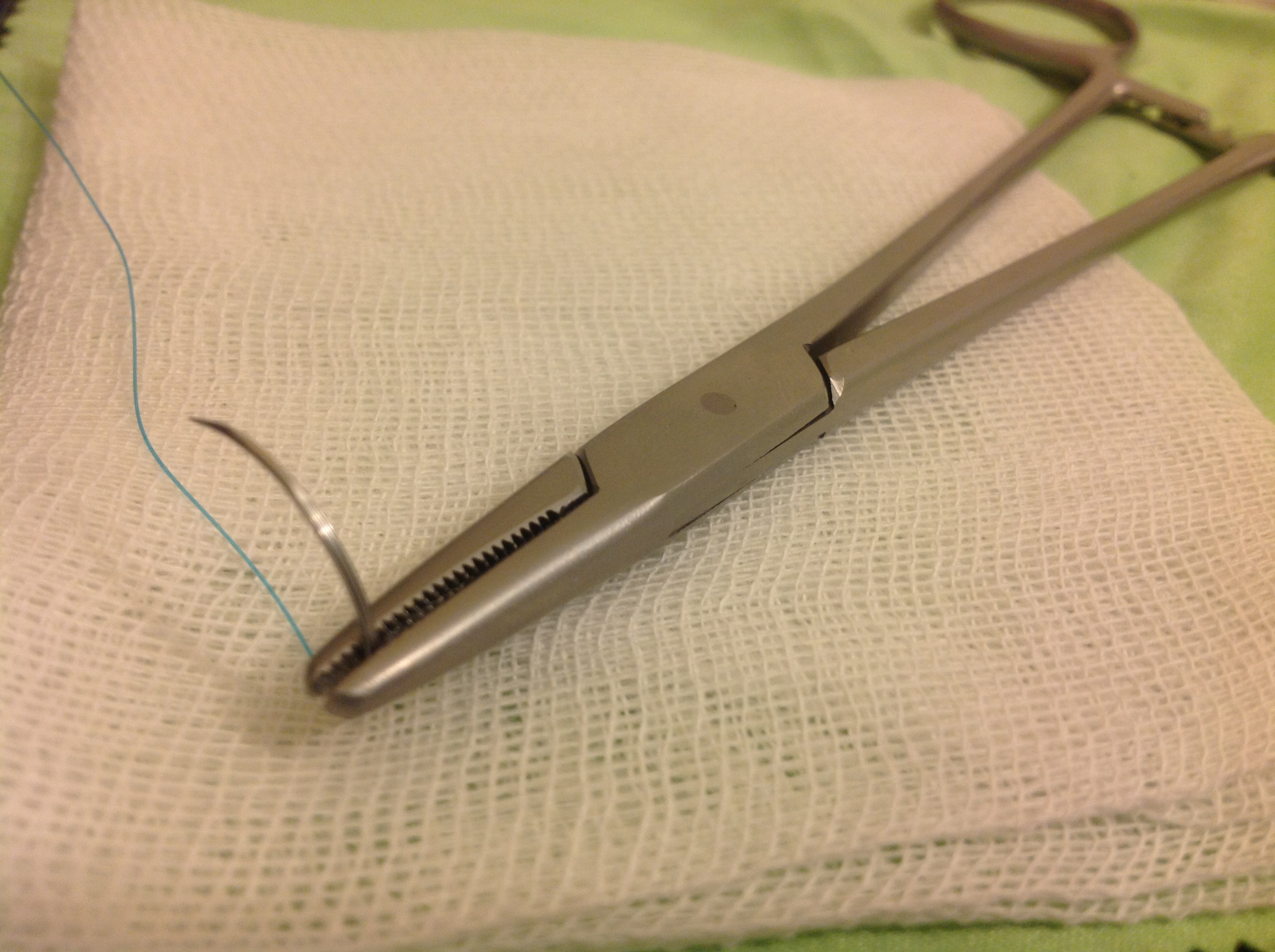
سوزن گیر در ست بخیه

پنس به انگلیسی(forceps) از خانواده بزرگ کلمپ‌ها و زیرگروه آن یعنی پنس‌ها می‌باشد. سوزن‌گیر با شیارهای ظریف و موازی که در دهانه‌اش دارد، به گرفتن سوزن بخیه کمک می‌کند.
دهانه این وسیله در مقایسه با خانواده کلمپ‌ها کوتاه‌تر (برای واردکردن نیروی بیش‌تر) است.
- پس از هر دوره کارکرد در عمل جراحی ، این وسیله باید مورد بازبینی قرار گیرد.

## نگارخانه

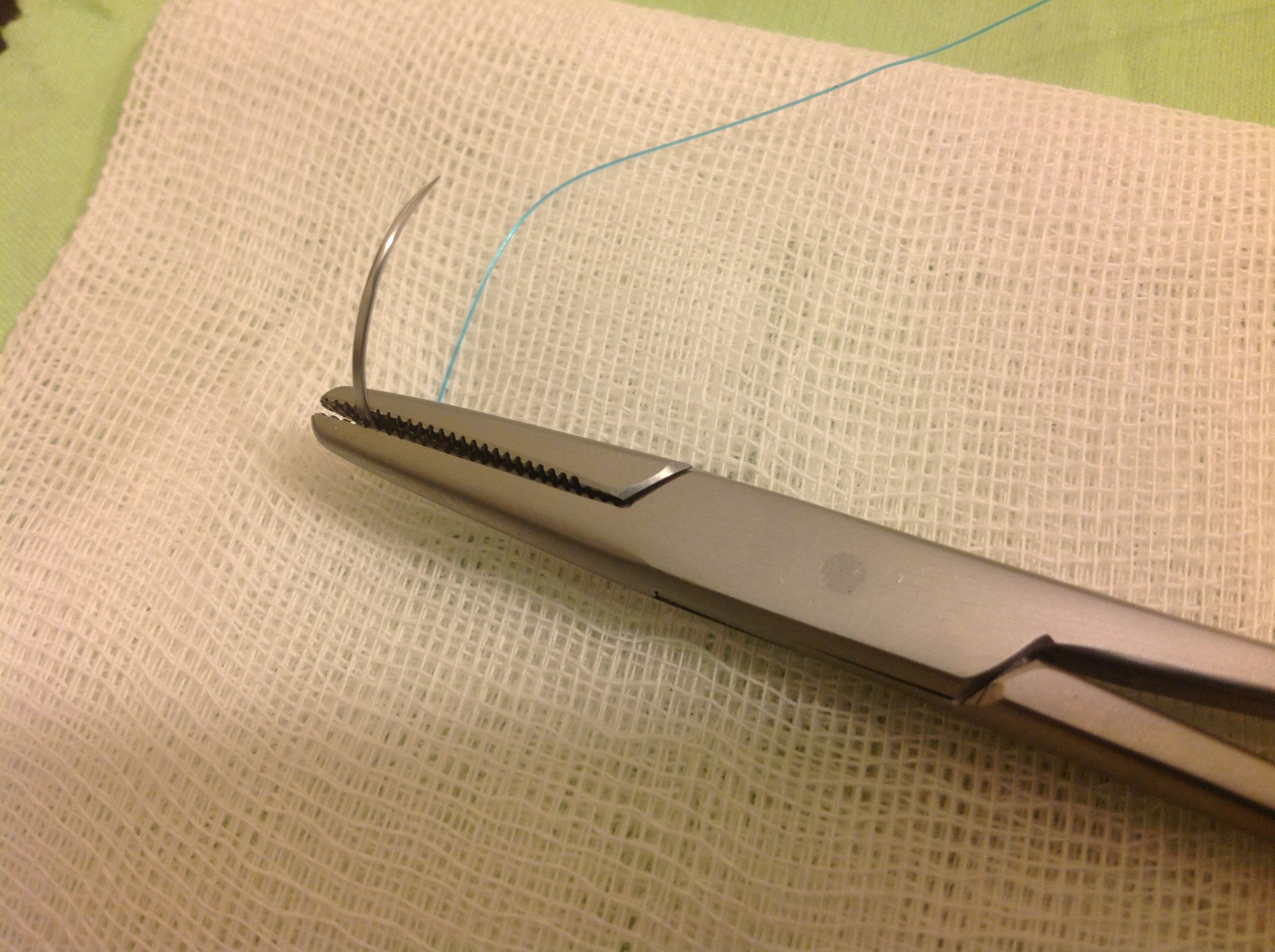
۱
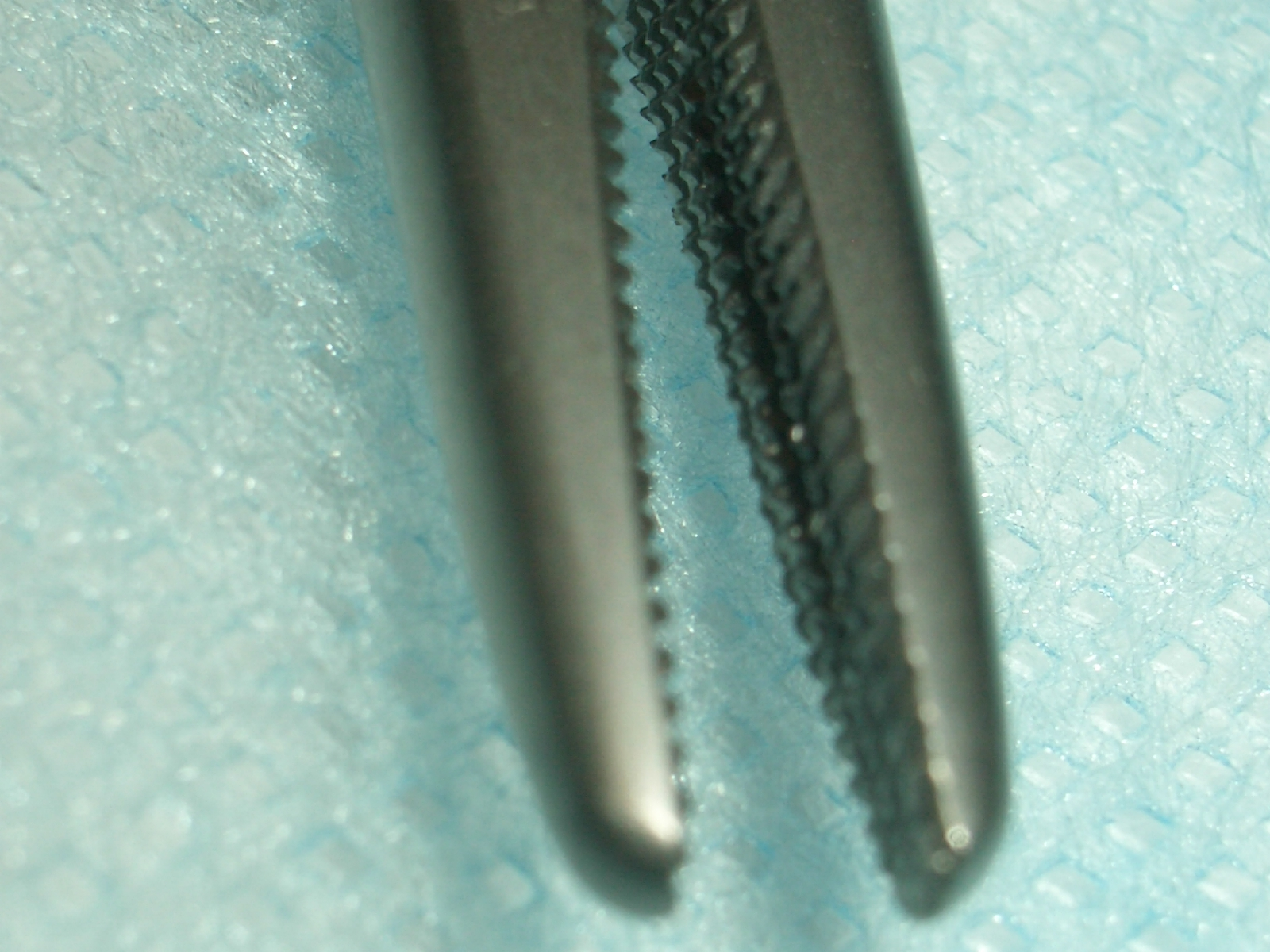
۲